# Misogyni
| Misogyni |
| --- |
| Swetnam the Woman-Hater, tryckt 1620, har sagts ligga till grund för den engelska termen misogyny. - Betydelse – hatisk attityd mot kvinnor - Miljö – könsmaktsordningen under patriarket - Relaterade begrepp – misandri (hat mot män), kvinnochauvinism och manschauvinism (tanken att kvinnor resp. män är bättre), sexism |

Misogyni är en hatisk alternativt kontrollerande attityd gentemot kvinnor. Ordet kommer från grekiskans ord μῖσος (misos, "hat") och γυνή (gynē, "kvinna") och finns i svensk skrift sedan 1845. Det motsvarande fenomenet för hat eller starka fördomar mot män kallas misandri.

## Historik och tankar
Hos en del religioner och filosofier förekommer vad man kan kalla för misogyni.
Under 1500-talet skrev den skotske protestantiske reformisten John Knox boken The First Blast of the Trumpet Against the Monstrous Regiment of Women. I verket argumenterade han mot kvinnors förmåga att styra.

### 1800- och tidigt 1900-tal
Arthur Schopenhauer är känd för sin uppsats "Om kvinnor" ("Über die Weiber"), i vilken han uttrycker sin opposition mot vad han kallar "germansk-kristen dumhet" angående kvinnliga ärenden. Han hävdade att "kvinnor är menade av naturen att lyda". Uppsatsen ger dock två komplimanger: att "kvinnor definitivt har ett sundare beslutande än män" och att de är mer sympatiska gentemot andras lidande.
Nietzsche är känd för att ha argumenterat att varje form av högre civilisation haft strikta kontroller på kvinnor. Han förolämpade kvinnor ofta, men är i sammanhanget mest känd för fraserna "Kvinnor är mindre än ytliga", "Kvinnan var guds andra misslyckande", och "Är du på väg till kvinnor? Glöm inte piskan!".
Filosofen Otto Weininger karaktäriserade i sin bok Geschlecht und Charakter ('Kön och karaktär') från 1903 den "kvinnliga" delen av varje individ som egentligen "ingenting", utan någon egentlig existens, utan något egentligt samvete eller något sinne för rationalitet. Weininger säger: "Ingen man som tänker djupt om kvinnor har ett högt anseende för dem; män antingen föraktar kvinnor eller så har de aldrig tänkt seriöst angående dem." August Strindberg hyllade Weininger för att förmodligen ha löst det svåraste av alla problem – "kvinnoproblemet".

### Feministiska tankar
Enligt den uppmärksammade filosofen Kate Manne bör misogyni tillsammans med sexism förstås som fenomen, så att sexism är den motiverande kraften bakom patriarkatet medan misogyni är den verkställande kraften. I Mannes teori, som hon presenterar i Duktig flicka – misogynins logik, är misogyni inte ett karaktärsdrag hos människor utan en egenskap i sociala miljöer. Därmed ges bland annat en enkel och tillförlitlig förklaring till varför exempelvis misogyna personer inte hatar alla kvinnor eller hatar kvinnor hela tiden, liksom till varför även kvinnor kan ge uttryck för misogyni. Mannes skrivande har väckt både positiv och negativ uppmärksamhet, inklusive för hennes tolkning av incelrörelsens relativa makt och position för patriarkatets upprätthållande.
I modern tid har uttryck för misogyni tolkats in i olika kulturella uttryck, oavsett om syftet varit hat mot kvinnor eller ej. Delar av feminismen (inte minst radikalfeminismen) ser ofta seder och bruk som påminner om manlig makt och kvinnlig relativ maktlöshet som exempel på misogyni. Detta inkluderar pornografi och sexarbete rent generellt, enligt tanken att dessa fenomen representerar ett kulturellt hat mot kvinnor och bidrar till att vidmakthålla könsmaktsordningen. Undersökningar bland manliga porrkonsumenter har dock i ett antal fall lett till en motsatt slutsats, den att pornografin snarare kan dämpa en kulturell aversion emot kvinnlig egenmakt. Denna slutsats gäller åtminstone bland så kallade "superfans".

### Modern tid
Ännu på 2000-talet betraktas kvinnor i delar av världen, inklusive i starkt religiösa samhällen i Afrika och Asien, som andra klassens individer. Det kan handla om hur kvinnor behandlas i yrkeslivet eller i andra sociala situationer.
Denna attityd är numera svårare att finna i bland annat Nordamerika, Australien och större delen av Europa, där det ökande kvinnliga deltagandet i politik och de allra flesta yrken förändrat maktförhållandena. Efter millennieskiftet har universitetsvärlden i länder som Sverige och USA kommit att få en allt större majoritet kvinnliga studenter, parallellt med att antalet kvinnor inom akademikerkåren successivt ökat. Detta har enligt flera beteendeforskare bidragit till att minska misogynin till förmån för en ökande misandri i tolkningen av olika sociala relationer och situationer.  Under 2010-talet har den tidigare diskrimineringen av kvinnliga sökande till olika yrken i bland annat USA vänts till en motsatt trend, där manliga sökande i allt högre utsträckning blir åsidosatta. Vissa ser denna utveckling som ett tecken på att den moderna västerländska kulturen bryr sig mer om kvinnor än män, och till och med att delar av kulturen utvecklas i en rent misandrisk riktning. Andra ser dock misandrin som en oundviklig respons på en långvarig misogyni i samhället.
I den mer traditionellt patriarkala japanska kulturen konsumeras ibland även tydligt patriarkala kulturfenomen på ett icke-traditionellt vis.